# 日內瓦 (伊利諾伊州)
日內瓦（英語：Geneva）是一個位於美國伊利諾伊州凱恩縣的城市。根據2010年美國人口普查，該地人口為21495人，而該地的面積約為25.90平方千米。同時該地也是凱恩縣的縣治。

## 地理
日內瓦的座標為41°53′20″N 88°18′40″W / 41.88889°N 88.31111°W，而該地的平均海拔高度為221米（即725英尺）。